# 阿尔内·佩尔科宁
阿尔内·佩尔科宁（芬蘭語：Aarne Pelkonen，1891年11月24日—1959年11月6日），芬兰男子竞技体操运动员。他曾代表芬兰获得1912年夏季奥运会体操比赛男子团体自由式银牌。他于1959年在赫尔辛基去世。